# Kanton Nay-Ouest
Der Kanton Nay-Ouest war von 1790 bis 2015 ein französischer Wahlkreis im Arrondissement Pau im Département Pyrénées-Atlantiques und in der Region Aquitanien; sein Hauptort war Nay.

## Gemeinden
Der Kanton bestand aus neun Gemeinden und einem Teil der Stadt Nay. Die folgenden Einwohnerzahlen sind jeweils die Gesamtzahlen der Gemeinden: 
| Gemeinde              | Einwohner Jahr | Fläche km² | Bevölkerungsdichte | Postleitzahl | Code INSEE |
| --------------------- | -------------- | ---------- | ------------------ | ------------ | ---------- |
| Arros-de-Nay          | 833 (2013)     | –          | – Einw./km²        | 64800        | 64054      |
| Arthez-d’Asson        | 514 (2013)     | –          | – Einw./km²        | 64800        | 64058      |
| Asson                 | 2047 (2013)    | –          | – Einw./km²        | 64800        | 64068      |
| Baliros               | 408 (2013)     | –          | – Einw./km²        | 64510        | 64091      |
| Bourdettes            | 494 (2013)     | –          | – Einw./km²        | 64800        | 64145      |
| Bruges-Capbis-Mifaget | 934 (2013)     | –          | – Einw./km²        | 64800        | 64148      |
| Haut-de-Bosdarros     | 311 (2013)     | –          | – Einw./km²        | 64800        | 64257      |
| Nay                   | 3308 (2013)    | –          | – Einw./km²        | 64800        | 64417      |
| Pardies-Piétat        | 438 (2013)     | –          | – Einw./km²        | 64800        | 64444      |
| Saint-Abit            | 352 (2013)     | –          | – Einw./km²        | 64800        | 64469      |

## Bevölkerungsentwicklung
| 1962 | 1968 | 1975 | 1982 | 1990 | 1999 | 2006 |
| ---- | ---- | ---- | ---- | ---- | ---- | ---- |
| 4763 | 4719 | 4942 | 5010 | 5257 | 5522 | 7756 |